# آب‌خور
آب خور (به لاتین: Ab Khvor) در افغانستان است که در ولایت بادغیس واقع شده‌است.